# بیشفزهایم آن در رون
شهر بیشفزهایم آن در رون در ایالت بایرن در کشور آلمان واقع شده است.

## نگارخانه

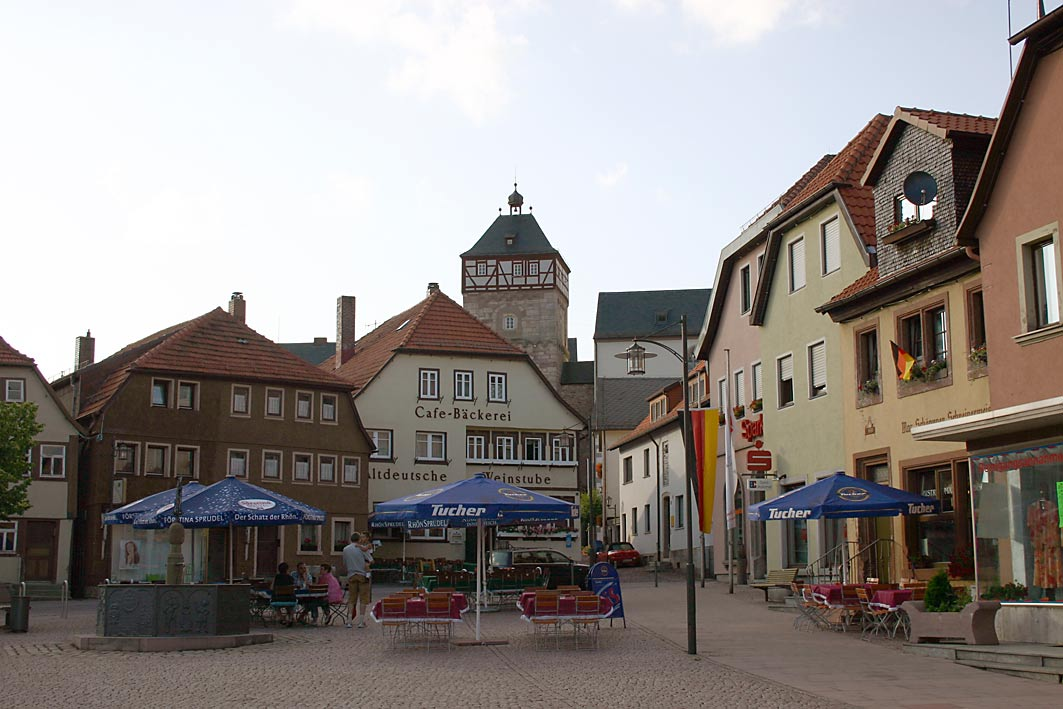
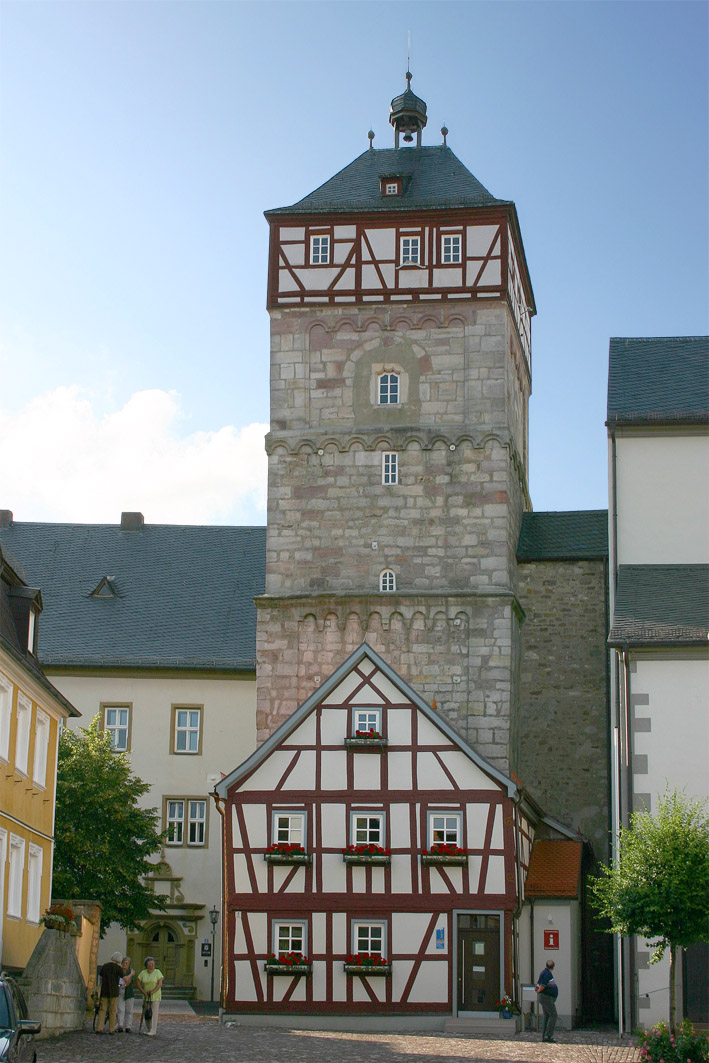
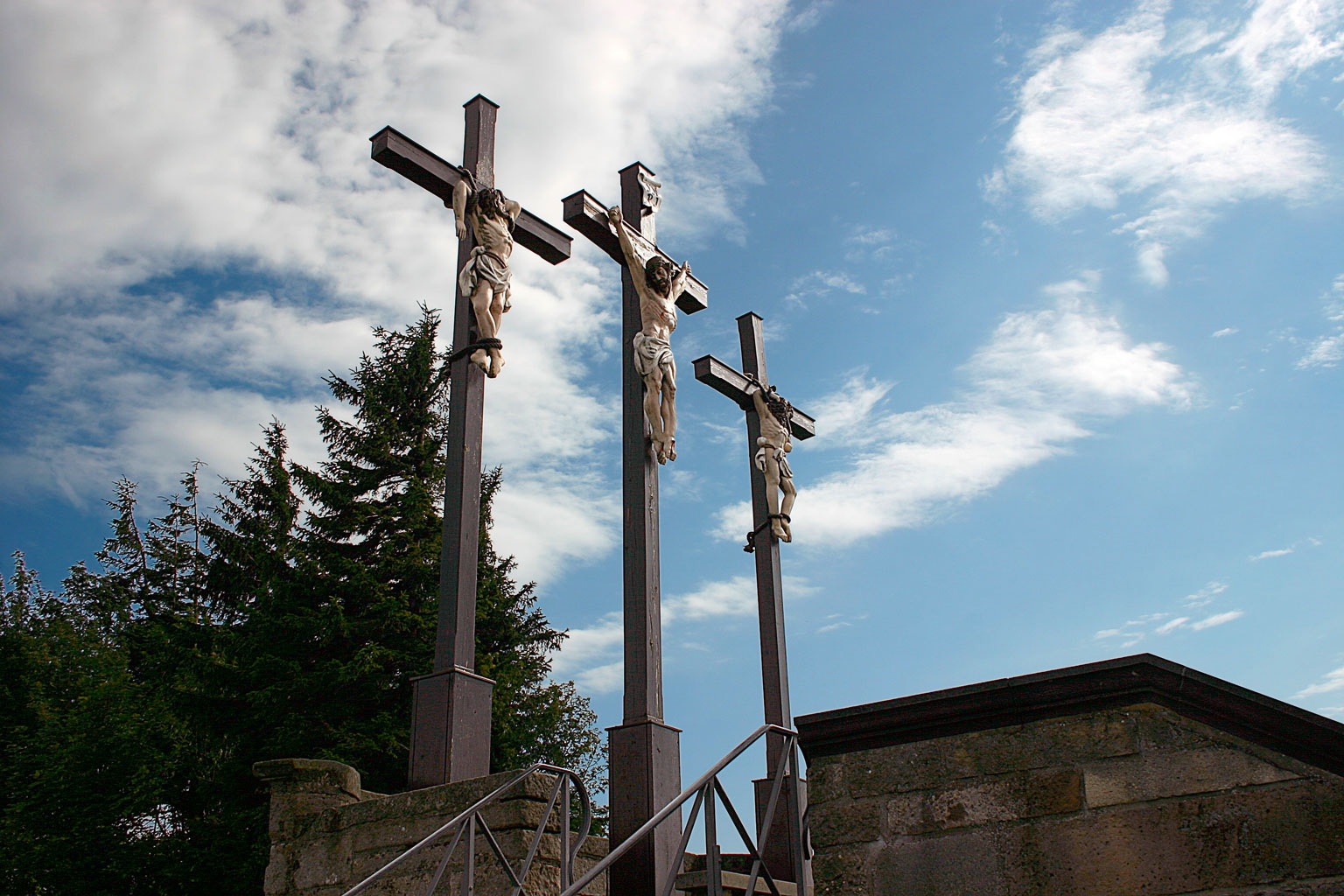